# Handschuheim
Handschuheim ist eine französische Gemeinde mit 277 Einwohnern (Stand 1. Januar 2021) im Département Bas-Rhin in der Europäischen Gebietskörperschaft Elsass und in der Region Grand Est. Am 1. Januar 2015 wechselte die Gemeinde vom Arrondissement Strasbourg-Campagne zum Arrondissement Saverne. Im Norden des Gemeindegebietes verläuft die D 1004, die von Straßburg nach Saverne führt.

## Name
Der Ursprung des Namens, der bereits im Jahr 788 erstmals urkundlich als „Hantscohashaim“ erwähnt wurde, ist nicht belegt. Als mögliche Erklärung für den Namen wird zum Beispiel genannt, dass am Ortseingang einst die abgetrennte behandschuhte Hand eines Ritters gefunden worden wäre, oder dass der Kaiser durch die Übergabe eines Handschuhs das Recht gewährte, eine Stadt oder einen Ort zu gründen.

## Bevölkerungsentwicklung
| Jahr      | 1962 | 1968 | 1975 | 1982 | 1990 | 1999 | 2010 | 2020 |
| Einwohner | 188  | 191  | 209  | 224  | 232  | 269  | 297  | 274  |

## Persönlichkeiten
- Daniel Hoeffel (* 1929), Bürgermeister von 1965 bis 2008

## Literatur

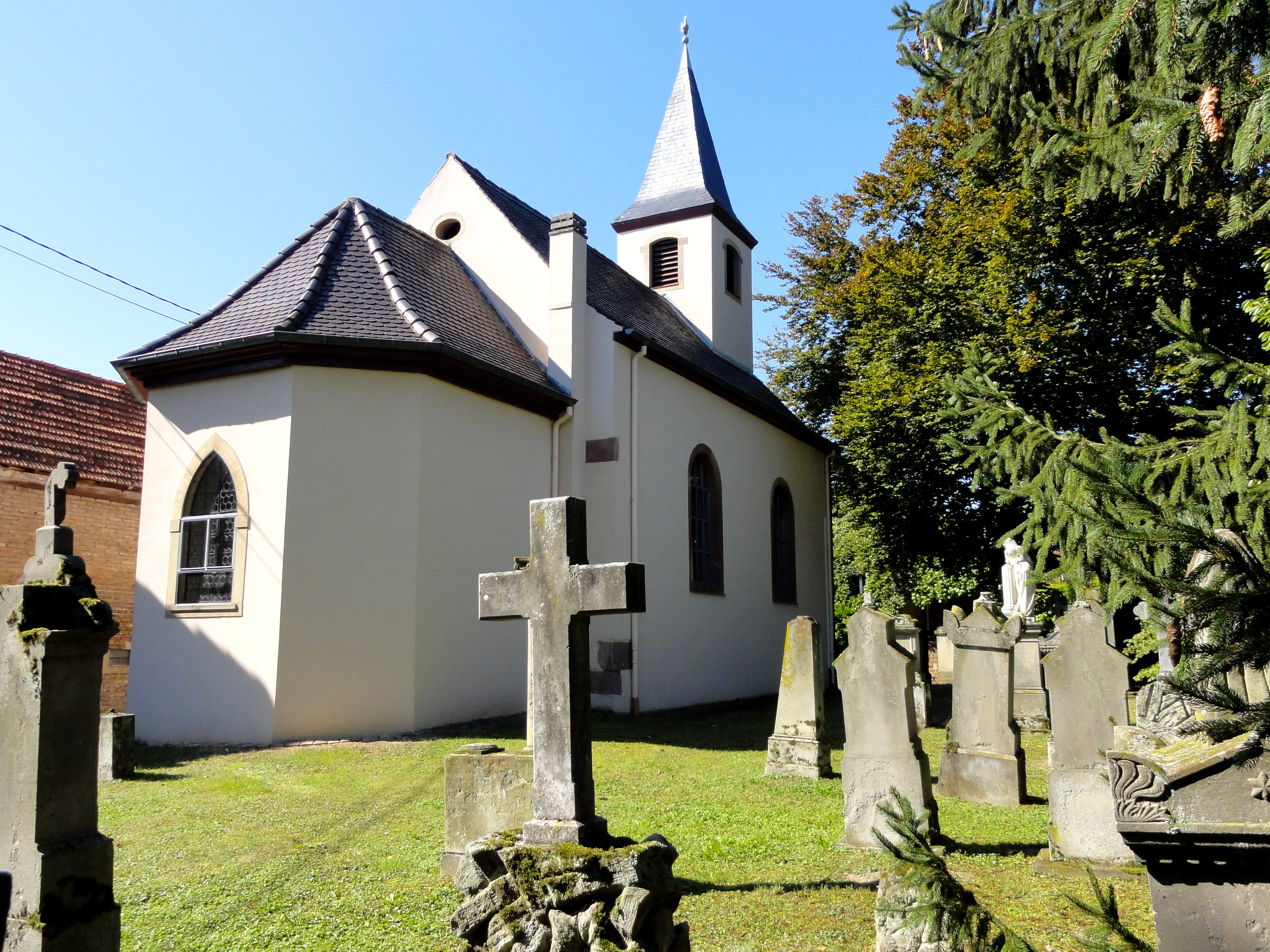
Lutherische Kirche